# Мерказіт хоф-ха-Кармель
Мерказіт хоф-ха-Кармель (івр. מרכזית חוף הכרמל) — центральна автобусна станція розташована на південній околиці Хайфи, і є частиною основної системи громадського транспорту міста. Міжміські автобусні лінії відправляються від станції з Хайфи на південь, а міські лінії по всьому місту. Станція розташована на початку шосе 2, поруч з торговим центром Хайфи і науково-промисловою зоною Матам, поруч із Залізничною станцією  Хайфа - Хоф-ха-Кармель. Станція розташована в закритому приміщенні і в ній розташована торгова зона.